# Варен, Жан
Жан Варен (фр. Jean Varin или Jean Warin, 6 февраля 1607, Льеж — 1672, Париж) — французский медальер, резчик монетных штемпелей и скульптор.

## Биография
В 1626 году королём Людовиком XIII (1610—1643) назначен главным контролёром и директором Парижского монетного двора, а в 1648 году — главным гравёром. Реорганизовал процесс чеканки монет, начав применение станков с балансиром не только в Париже, но и на других монетных дворах.
Создал ряд высокохудожественных портретных медалей, в том числе королей Людовика XIII и Людовика XIV, кардиналов Ришельё и Мазарини, контролёра финансов Кольбера. Медаль с портретом Ришельё (1630) считается шедевром.
Созданный им в 1643 году для медали в честь коронации портрет Людовика IV в дальнейшем использовался на других медалях, а также монетах.
Работы подписывал «J.V.», «J.W.» или «VARIN».

## Галерея

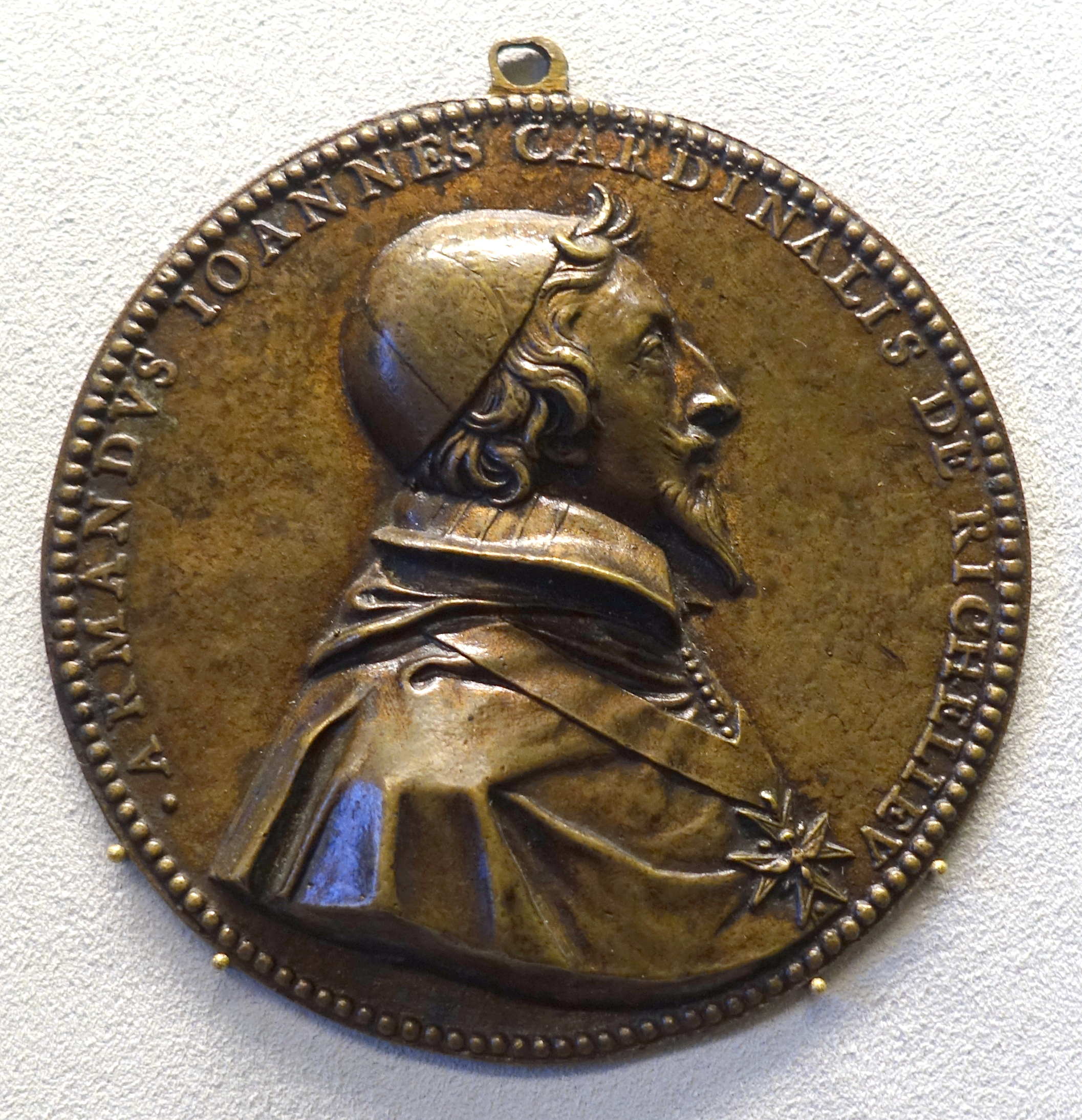
Медаль с портретом Ришельё (Музей Боде, Берлин)
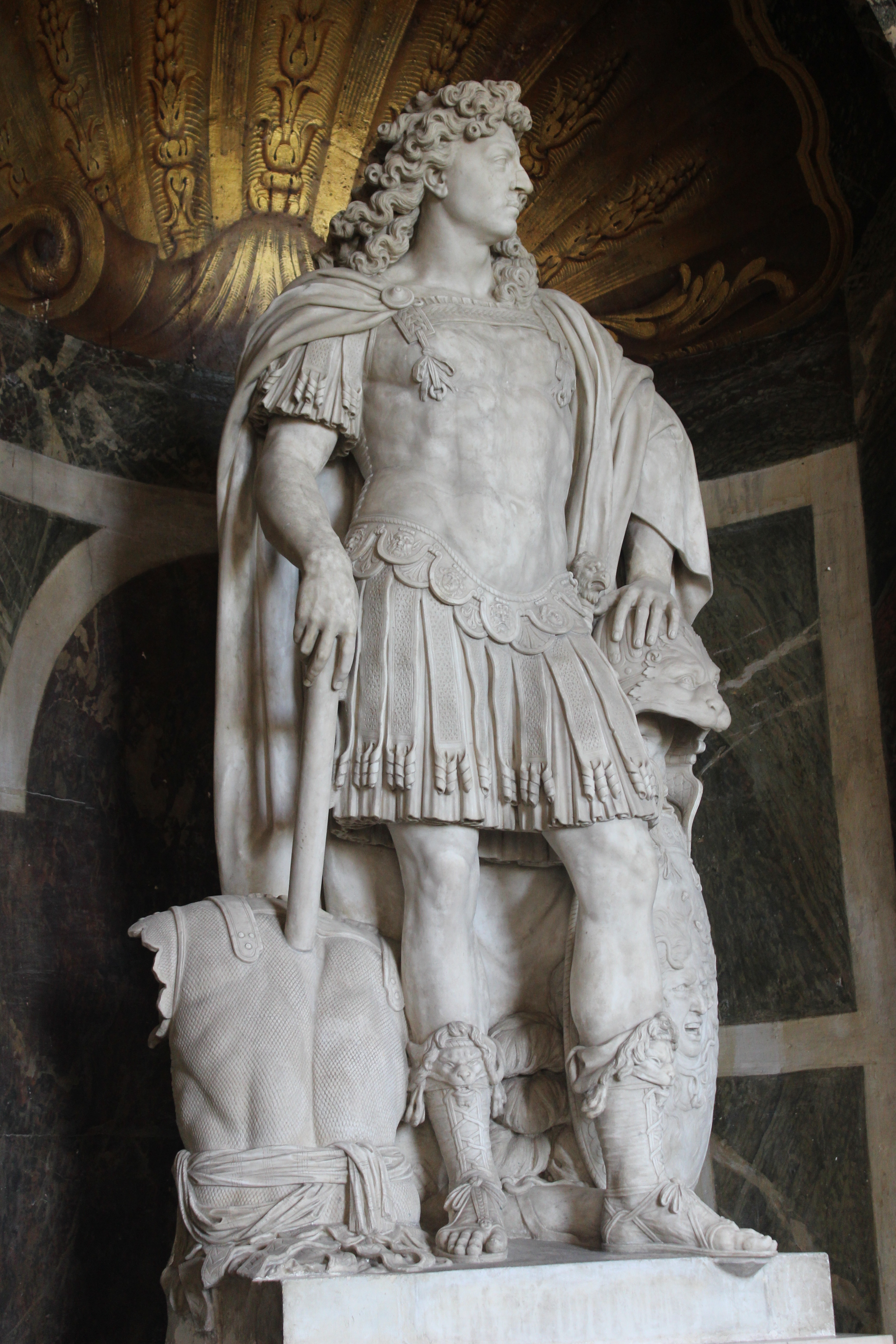
Статуя Людовика XIV (салон Венеры, Версаль)
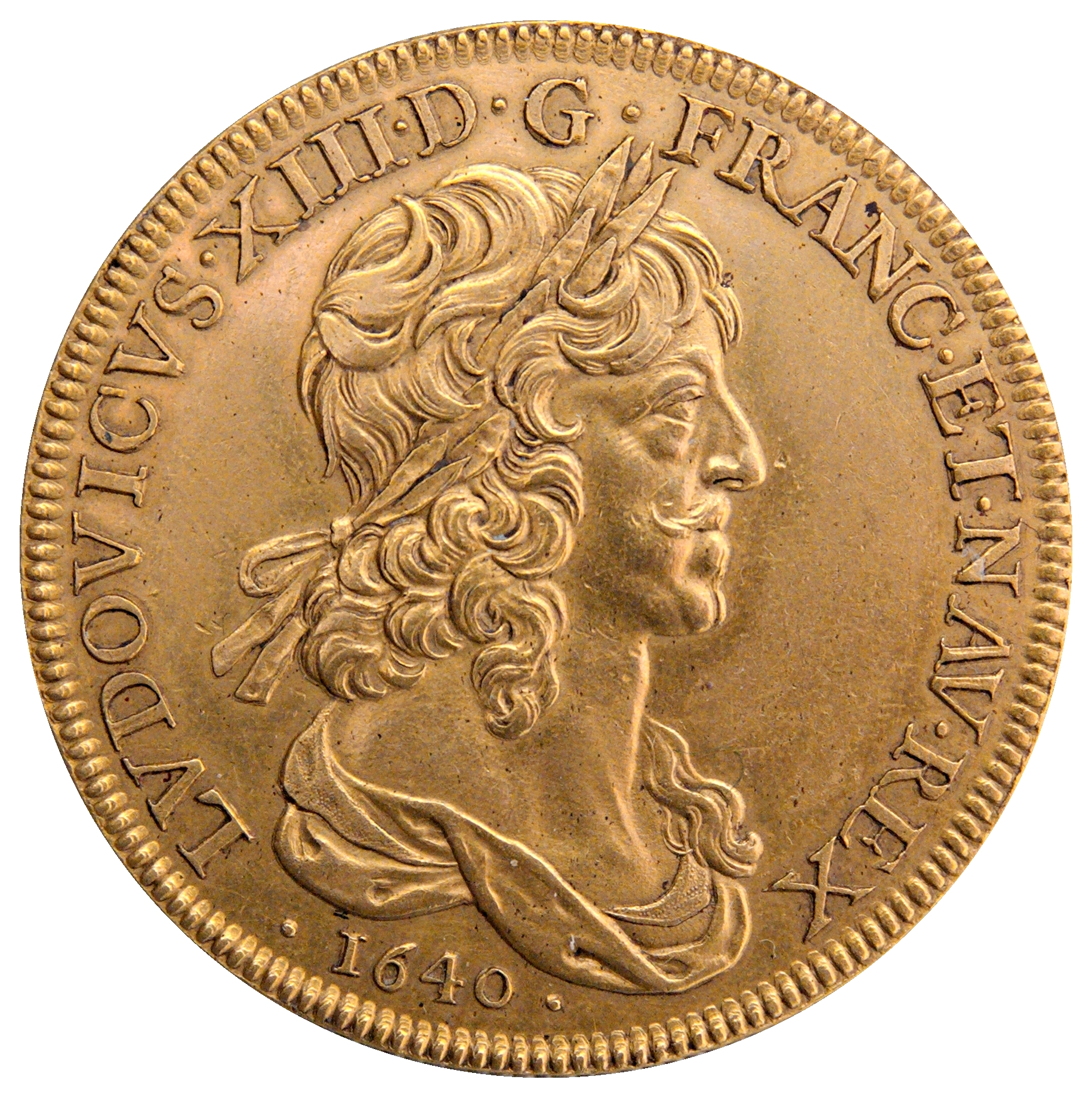
Монета в 10 луидоров 1640 года